# Rue du Maréchal-Leclerc (Saint-Denis)
Pour les articles homonymes, voir Leclerc.
La rue du Maréchal-Leclerc est une rue importante de Saint-Denis, le chef-lieu de l'île de La Réunion.

## Situation et accès
Principale rue commerçante de la ville, elle traverse le centre-ville d'est en ouest, croisant au passage d'autres axes importants tels que la rue de Paris.

## Origine du nom
Cette rue rend honneur au maréchal de France Philippe Leclerc de Hauteclocque.

## Historique
Cette rue s'est autrefois appelée rue du Grand-Chemin, avant de prendre sa dénomination actuelle.

## Bâtiments remarquables et lieux de mémoire
- Grand marché de Saint-Denis
- 2, rue du Maréchal Leclerc : grand marché de Saint-Denis, inscrit le 21 août 1997.
- Mosquée Noor-e-Islam : 111, rue du Grand-Chemin, l'actuelle rue du Maréchal-Leclerc.
- Angle de la rue de Paris :
  - Pavillon Badat, inscrit le 4 avril 1993
  - Villa Déramond-Barre, classée le 6 juillet 1987.
- 158, rue du Maréchal-Leclerc : immeuble Ah-Sing, inscrit le 26 août 2011.